# Pan Sonic
Pan Sonic, originariamente conosciuti come Panasonic, sono stati un duo finlandese di musica elettronica sperimentale, composto da Mika Vainio e Ilpo Väisänen.

## Storia del gruppo
Formati nei primi anni novanta a Turku, erano inizialmente conosciuti con il nome di Panasonic, successivamente abbandonato a causa di uno scontro legale con la omonima società giapponese.
Particolarità del duo è l'auto costruzione di appositi strumenti analogici grazie all'aiuto di Jari Lehtinen. La loro musica è caratterizzata da composizioni minimaliste organiche e aggressive, generate da flussi di frequenze distorte, ritmiche metalliche e atmosfere melodiche.
Alcune loro installazioni live, un misto di musica di avanguardia e intrattenimento, sono state realizzate presso il Centre Pompidou di Parigi, al MOMA di New York e alla Biennale di Venezia. Musicalmente sono conosciuti per avere remixato brani di artisti come Björk e Ryūichi Sakamoto.
Tra le loro principali influenze compaiono principalmente la proto-techno dei Suicide e il sound industriale di band come Throbbing Gristle e Einstürzende Neubauten, oltre a uno studio per la "musica concreta" sullo stile del compositore Pierre Henry.
Si sono sciolti nel 2009 dopo aver pubblicato il loro ultimo album Gravitoni.

## Discografia

### Album
- Vakio (1995)
- Kulma (1997)
- A (1999)
- Endless (1998) (sotto il nome Vainio Väisänen Vega, con Alan Vega)
- Aaltopiiri (2001)
- V (2003) (con Merzbow)
- Kesto (2004)
- Resurrection River (2005) (con Alan Vega come Vega/Vainio/Väisänen)
- Nine Suggestions (2005) (con John Duncan come Duncan/Vainio/Väisänen)
- Katodivaihe (2007)
- Gravitoni (2010)